# Естонська апостольсько-православна церква
Есто́нська апо́стольсько-правосла́вна це́рква (ест. Eesti Apostlik-Õigeusu Kirik, EAÕK; грец. Ορθόδοξη Εκκλησία της Εσθονίας) — автономна східно-православна церква у складі Вселенського патріархату Константинополя в Естонській Республіці. Об'єднує православних, вихованих у православних традиціях етнічних естонців. Використовує у своїй літургії візантійський обряд, естонську мову, новоюліанський календар, вона є частиною Східного християнства. Глава — Митрополит Талліннський та Естонський Стефан.

## Історія

### Проникнення східного православ'я в Естонію
Про історію церкви в цьому мало відомо до XVII-XVIII століть, коли багато старообрядців втекли туди з Московії, щоб уникнути літургійних реформ, запроваджених Патріархом московським Никоном.
Наприкінці XVII ст. територія сучасної Естонії була завойована Шведською імперією, у результаті чого населення країни прийняло лютеранство. У XVIII-XIX століттях Естонія була частиною Російської імперії. У 1850-х роках поширилася чутка, що православна церква обіцяє надати кожному, хто прийняв православ’я, частину своєї землі десь у Росії. Близько 65 000 естонських селян прийняли православну віру в надії отримати землю, і було побудовано численні православні церкви. Пізніше, коли чутка виявилася обманом, значна частина нових православних селян повернулася до лютеранської церкви. Разом з росіянами, що мешкали на естонських землях, православні естонці склали значну громаду.
У кінці XIX століття почалася хвиля зросійщення, підтримана московською ієрархією, але не місцевим естонським духовенством. У цей час також були побудовані собор святого Олександра Невського в Таллінні та жіночий монастир Пухтіца (Пухтіца) у Куремяе на сході Естонії.

### Створення церкви

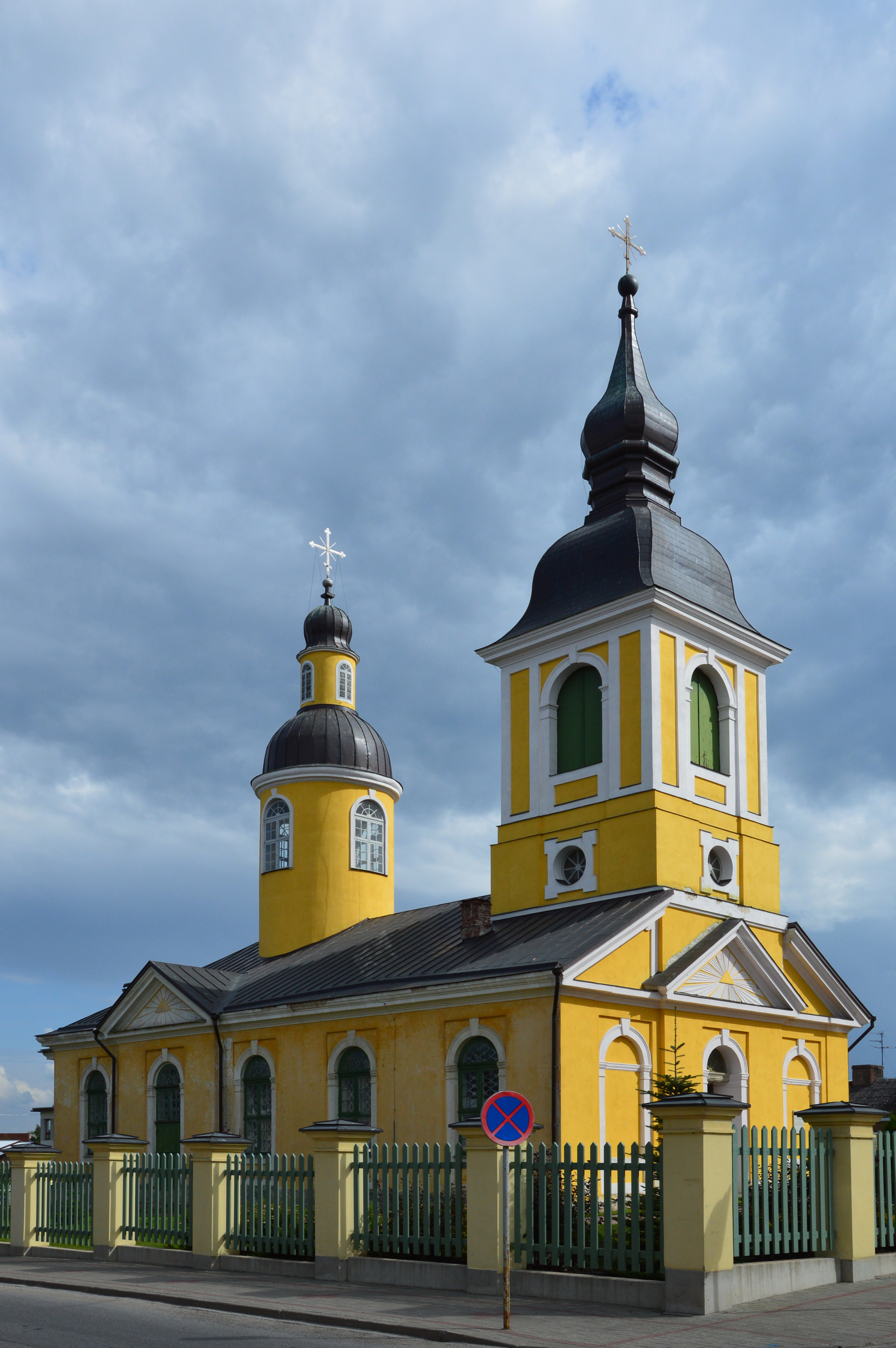
Естонська апостольська православна церква Святої Катерини у Виру.

Після революції 1917 року Естонська Республіка проголосила незалежність у 1918 році, яка в 1920 році була визнана РРФСР. Московський патріарх Тихон у 1920 році визнав Естонську апостольську православну церкву (ЕАПЦ) автономною (Резолюція No 1780), відклавши обговорення її автокефалії. Архиєпископ Олександр Паулюс був обраний і висвячений митрополитом Талліннським і всієї Естонії як предстоятель ЕАПЦ.
До цього Радянська Росія прийняла марксистсько-ленінську ідеологію, яка ставила за ідеологічну мету ліквідацію релігії та заміну її державним атеїзмом. У відповідь патріарх Тихон у 1918 році відлучив радянське керівництво від церкви, що призвело до періоду інтенсивних гонінь на Московський патріархат. У квітні 1922 року Тихон потрапив до в'язниці, а естонське духовенство втратило зв'язок з Московським патріархатом.
Зважаючи на те, що Естонська єпархія існувала на території нової незалежної держави, а також враховуючи факт гонінь на Церкву в СРСР, єпископ Талліннський Александр звернувся до Вселенського патріарха з проханням прийняти Церкву під свою юрисдикцію. А саме, у вересні 1922 р. Собор Естонської Апостольської Православної Церкви подав петицію до Вселенського патріарха Мелетія IV про передачу управління Естонською церквою від Московського патріархату Вселенському Патріархату та уточнення статусу канонічної Церкви Естонії. У 1923 р. Вселенський патріархат Константинополя видав томос, який передав ЕАПЦ під юрисдикцію Фенеру і надав їй автономію, а не автокефалію. Він присвоїв єпископу Александру титул митрополита Талліннського й усієї Естонії.
До 1941 р. п’ята частина всього естонського населення (яке було переважно лютеранським з часів Реформації на початку XVI століття, коли країна контролювалася Тевтонським орденом) складали православні християни під Вселенським патріархатом Константинополя. В Естонії було 158 парафій, а в естонській церкві — 183 священнослужителів. Була також катедра православ’я на теологічному факультеті Тартуського університету. У Петцерах існував Псково-Печорський монастир, два жіночі монастирі в Нарві та Куремяе, Пріорський у Таллінні та семінарія у Петцерах. Стародавній монастир у Петцерах був збережений від масових руйнувань церкви, які сталися в Радянській Росії.

### Радянська окупація
У 1940 р. Естонію окупував Радянський Союз, уряд якого здійснив загальну програму розпаду всієї церковної незалежности на її території. Проте з 1942 по 1944 роки автономія під Константинополем була тимчасово відроджена. У 1945 році представник Московського патріархату звільнив членів синоду, які залишилися в Естонії, і створив нову організацію — Єпархіальну раду. Таким чином, православні віруючі в окупованій Естонії були підпорядковані єпархії в складі Московського патріархату.
До 1940 року до ЕАПЦ належали 210 000 віруючих, 3 єпископи, 156 парафій, 131 священник, 19 диякон, 2 монастирі та духовна семінарія. Більшість віруючих були естонцями.
Незадовго до другої радянської окупації в 1944 році та розпуску Естонського синоду предстоятель церкви митрополит Олександр вирушив у заслання разом з 21 священнослужителем та близько 8000 православних віруючих у Швецію, пізніше  були розкидані у багатьох країнах світу. Православна церква Естонії в еміграції та її синод у Стокгольмі продовжували свою діяльність відповідно до канонічних статутів, аж до відновлення незалежности Естонії в 1991 р. Перед смертю у 1953 р. митрополит Олександр заснував свою громаду як екзархат при Константинополі. Більшість інших єпископів та духовенства, які залишилися, були депортовані до Сибіру. У 1958 році в еміграції був заснований новий синод, а церква була організована зі Швеції.
Що стосується Естонської православної церкви в Естонії, то в 1944—1945 роки вона була приєднана до Московського патріархату Російської православної церкви (РПЦ) як Талліннська та Естонська єпархія. Керуючим єпархії 1961—1990 був митрополит Олексій (Рідігєр), який потім став Московським патріархом Алексієм ІІ.

#### Скасування автономії
13 квітня 1978 року на вимогу Московського патріархату Вселенський патріарх визнав Томос про автономію наданий у 1923 році, недійсним. Церква припинила своє існування до розпаду Радянського Союзу, коли в православній громаді Естонії виник розкол між тими, хто стверджував, що Московський патріархат не має юрисдикції в Естонії, і тими, хто бажає повернутися до юрисдикції Москви. Суперечка часто відбувалася за етнічною ознакою, оскільки багато росіян емігрувало до Естонії під час радянської окупації. Тривалі переговори між двома патріархатами не дали результату.

### Відновлення церкви

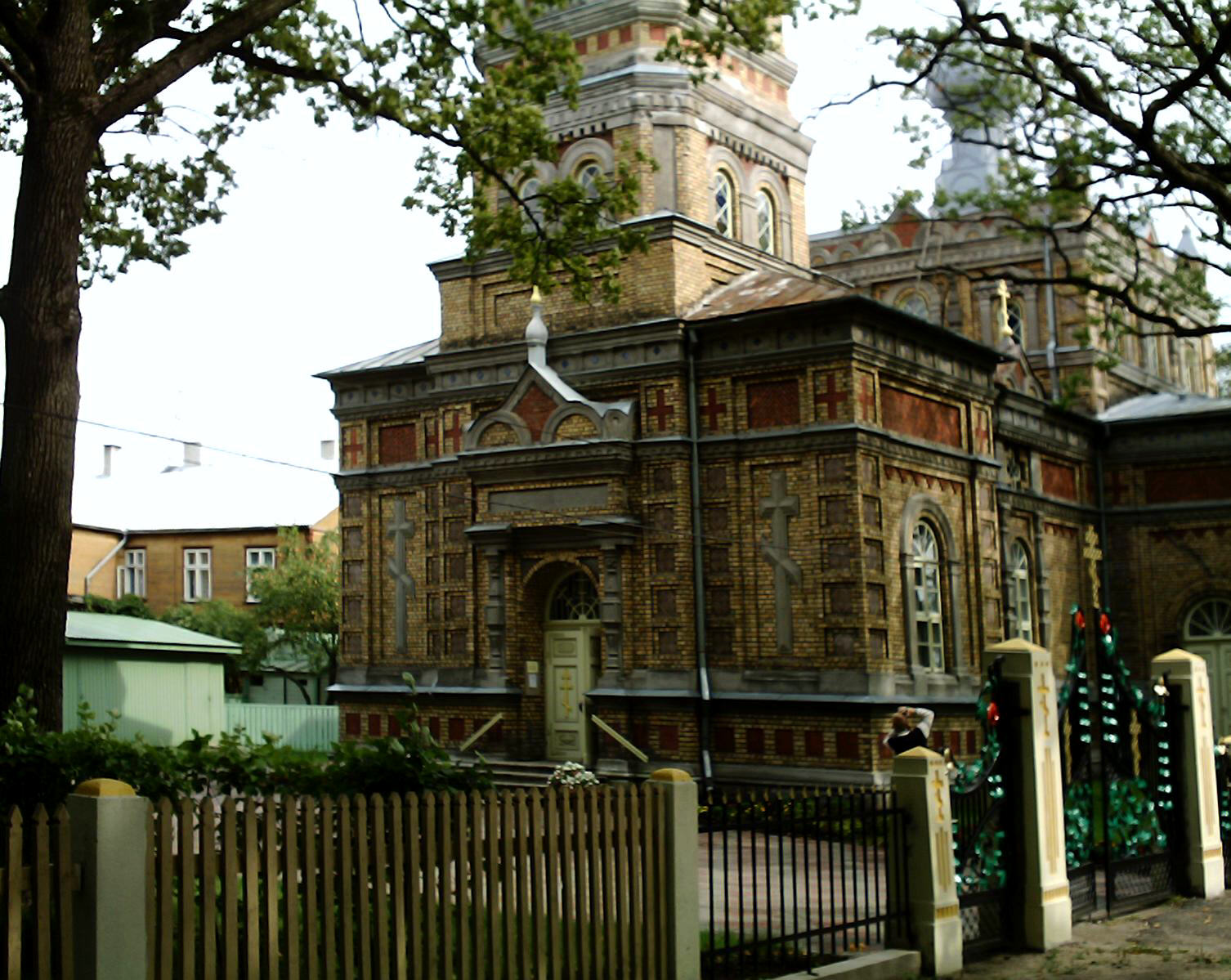
Собор в Пярну

Після розпаду СРСР та відновлення у 1990 році незалежності Естонської Республіки у православній спільноті була суперечка поміж тими, хто хотів зберегти зв'язок з Московським Патріархатом, та тими, хто хотів відновити автономну Естонську церкву під юрисдикцією Вселенського Патріархату Константинополя
Після тривалих переговорів поміж Константинополем та Москвою дійти згоди так і не вдалося. 20 лютого 1996 року після "наполегливих прохань з боку естонського уряду і переважної більшості естонських православних парафій" Священний Синод Вселенського Патріархату Константинополя відновив дійснітсь Томоса 1923 року та заснував Естонську автономну православну церкву під своєю юрисдикцією, призначивши Архиєпископа Карельського та всієї Фінляндії Івана місцеблюстителем предстоятеля цією Церкви. Московський Патріархат зреагував істерично: він розірвав стосунки з Вселенським патріархатом Константинополя та перестав поминати ім'я Вселенського патріарха Вартоломія І під час літургії.
У квітні 1996 делегації обох боків зустрілись у м. Цюрих (Швейцарія) та дійшли з цього питання принципової згоди. 16 травня обидва Священних Синоди прийняли рекомендації Цюрихської зустрічі. Домовленість припускає існування в Естонії двох паралельних юрисдикцій, причому було запропоновано самостійно визначитися: чи належати їм до Естонської Церкви в юрисдикції Вселенського Патріарха, або ж до Церкви, яка входить до Московського патріархату.
При цьому Фенер наклав чотиримісячний мораторій на своє рішення від 20 лютого про заснування автономної Естонської Церкви. Обидва патріархи висловили згоду з естонським урядом для того, щоб усі православні естонці мали змогу користуватися рівними правами, у тому числі, правом на власність. У результаті домовленості було відновлено повне літургічне спілкування поміж Москвою та Константинополем.
Перерване Московським патріархатом спілкування з Вселенським патріархатом Константинополя було відновлено рішенням Синоду на засіданні 16 травня 1996 року.
З 80 православних приходів Естонії 50 приходів з 7 000 вірян приєдналося до відродженої Естонської автономної православної церкви під юрисдикцією Константинополя. Інші 30 приходів, а також жіночий монастир у Пюхтиці, залишилися в Естонській православній церкві Московського патріархату.
13 березня 1999 Священний Синод Вселенського патріархату Константинополя обрав єпископа Назіанзінського Стефана митрополитом Талліннським та Естонським.
21 жовтня 2008 Священний Синод Вселенського патріархату Константинополя ухвалив рішення про висвячення двох нових єпископів для ЕАПЦ з метою створення нею свого власного синоду. На катедри Тарту і Пярну-Сааремаа одноголосно було обрано ієромонаха Іллю (Ояперва) і священника Олександра Хоперського.
26 травня 2011 року Священний Синод Церкви Естонії ухвалив рішення перейти з 2012 року на новоюліанський календар.
9 червня 2012 року в містечку Реомяе в 12 км від Курессааре був відкритий жіночий скит Івана Хрестителя.
У вересні 2023 року патріарх Варфоломій відвідав Естонську Церкву з нагоди 100-річчя її автономії.

## Організація та структура
На 2013 рік Естонська апостольська православна церква об'єднувала близько 7 тисяч християн, велика їх частина — етнічні естонці. ЕАПЦ налічувала 60 парафій, у яких служило 30 священиків і 9 дияконів. Для порівняння: Естонська православна церква Московського патріархату, має 31 парафій, на яких несуть служіння 45 священиків і 13 дияконів, об'єднує від 100 до 200 тисяч віруючих.
Московський патріархат не визнає церковної структури Вселенського патріархату Константинополя в Естонській Республіці як автономну православну церкву. Хоча таїнства вважає дійсними.
Розбіжності з питання про становище Православної церкви в Естонії привели «до вимушеного відмови делегації Московського патріархату від участі в засіданні Змішаної міжнародної комісії з богословського діалогу між Католицькою і Східною Православною церквами, що пройшов у Равенні (Італія) 8 жовтня 2007 року.

### Єпархії
На сьогодні в Естонії церква має три єпархії:
- Талліннська єпархія
- Тартуська єпархія
- Пярнуська єпархія